# Дементьев, Юрий Викторович
Юрий Викторович Дементьев (22 октября 1925, Красноуфимск, ныне Свердловской области России — 18 июля 2005) — советский оперный певец (бас). Заслуженный артист РСФСР (1976). Солист Большого театра СССР (1953—1977). Первый директор Красноярского театра оперы и балета.

## Биография
Юрий Дементьев родился 22 октября 1925 года в городе Красноуфимск. 1935 года, в связи с переводом отца по работе, Дементьевы переехали в Свердловск (ныне Екатеринбург), где Юрий продолжил учебу в школе. 1941 года, когда началась Великая Отечественная война, он окончил 8 классов. Еще немного поучившись в девятом классе, Юрий покинул школу. 1 декабря 1941 года его приняли на завод учеником токаря.
С 1943 года Дементьева направили в Ульяновск на Специальные курсы усовершенствования офицерского состава шифровально-штабной службы Красной армии. Через 7 месяцев Юрий Дементьев закончил обучение и получил первое офицерское звание — младший лейтенант.
В марте 1944 года участвовал в освобождении Каменец-Подольского.
За Каменец-Подольскую операцию Дементьев был награждён медалью «За боевые заслуги». В мае 1945 года за участие в боях в Польше и Германии его наградили орденом Красной Звезды.
В ноябре 1946 года Дементьев поступил в Свердловский горный институт. Там проучился два года. В 1948 году его пригласили в Управление государственной безопасности по Свердловской области, где Дементьева избрали освобожденным секретарем комсомольской организации управления.
В 1949 году Юрий поступил в Уральскую консерваторию на вечернее отделение, которое окончил в 1954 году. Но еще до окончания консерватории Дементьева в 1953 году по конкурсу приняли в Большой театр СССР в Москве солистом оперы.
Солистом оперы Большого театра Юрий Дементьев проработал до 17 марта 1977 года, когда его перевели на должность директора Красноярского театра оперы и балета, который тогда строился. Дементьев принимал участие в его строительстве и создании труппы театра. 20 декабря 1978 года состоялось открытие первого сезона Красноярского театра оперы и балета.
В апреле 1976 года Президиум Верховного Совета РСФСР присвоил Дементьеву звание «Заслуженный артист РСФСР».
Умер в 2005 году. Похоронен на Востряковском кладбище.

## Партии
- Нарумов («Пиковая дама» Петра Чайковского).

## Ссылка
- Юрий Дементьев. Бои за взятие Берлина